# Italiaans rugbyteam (mannen)
Het Italiaans rugbyteam is een team van rugbyers dat Italië vertegenwoordigt in internationale wedstrijden.
Italië heeft zich door de jaren heen ontwikkeld tot een van de beste rugbylanden van Europa. Sedert 2000 neemt het land deel aan het Zeslandentoernooi. Het land heeft aan elk wereldkampioenschap rugby deelgenomen, maar werd telkens uitgeschakeld in de groepsfase.
Het nationale rugbyteam speelt in azuurblauwe shirts, waardoor ze de bijnaam Azzurri hebben. Thuiswedstrijden worden meestal in het Olympisch Stadion in Rome gespeeld.

## Geschiedenis
De rugbysport is aan het begin van de 20e eeuw geïntroduceerd in Italië, vooral door Franse studenten aan de Universiteit van Milaan. De eerste rugbywedstrijd in Italië was een demonstratiewedstrijd in 1910 tussen het Franse Sporting Club Universitaire de France en het Zwitserse Servette Genève. Een jaar later speelde US Milanese als eerste Italiaanse team een rugbywedstrijd, tegen het Franse Voiron. Op 25 juli 1911 werd de Propagandacommissie opgericht, die tot doel had de rugbysport te promoten in Italië. In 1928 werd deze omgevormd tot de Federazione Italiana Rugby.
De eerste Italiaanse rugbycompetitie werd in 1929 gespeeld. Zes van de zestien Italiaanse rugbyverenigingen deden hieraan mee. Ambrosiana Milano werd de eerste Italiaanse rugbykampioen. In dit jaar werd ook de eerste interland gespeeld. In Spanje verloor Italië met 9-0. Toen een jaar later Spanje op bezoek kwam in Italië, won Italië de wedstrijd met 3-0.
Na de Tweede Wereldoorlog werd de rugbysport steeds populairder in Italië, met name in het noorden van het land. Vooral in de jaren zeventig en tachtig boekte de rugbysport progressie. Dit kwam vooral door de buitenlandse spelers die in Italië kwamen spelen. Ook de buitenlands bondscoaches zorgden voor de verbetering van Italiaanse rugbyspelers.
Het Italiaans rugbyteam speelde jaarlijks voor de FIRA Nations Cup, waaraan de beste Europese landen meededen, behalve de Britse Eilanden. Hierin behaalden ze goede resultaten door negen keer tweede te worden en acht keer derde. Men moest echter bijna altijd afleggen tegen Frankrijk. Alleen in 1997 wist men dit toernooi te winnen, door in de finale met 40-32 te winnen van Frankrijk.

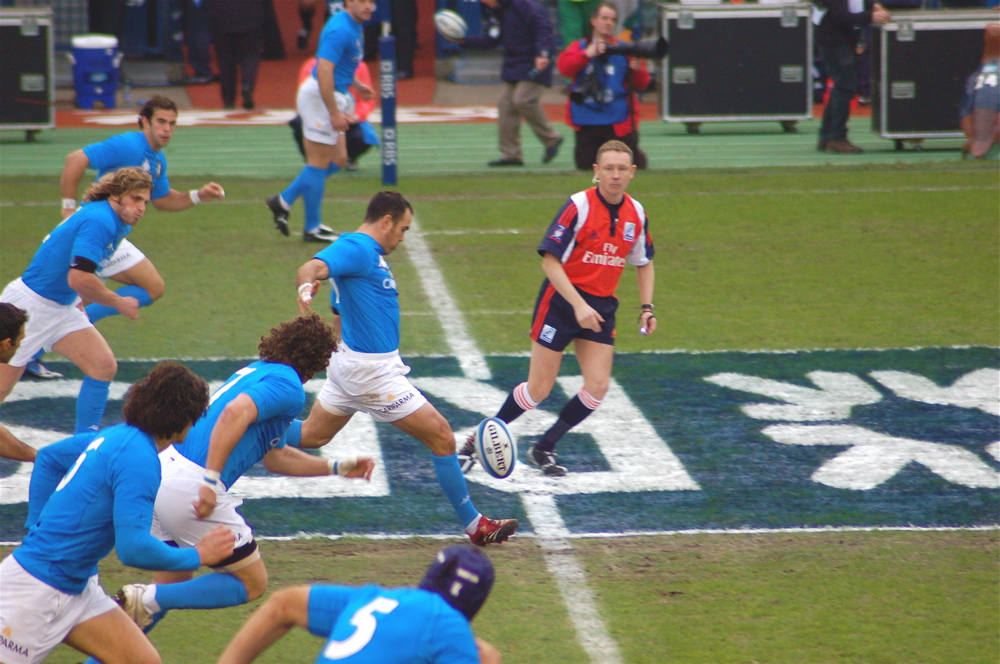
Het Italiaans rugbyteam trapt af voor een wedstrijd tegen Schotland voor het Zeslandentoernooi 2007

Deze gewonnen finale was meteen de laatste wedstrijd die Italië speelde voor dit toernooi. In 2000 mocht Italië namelijk debuteren in het Zeslandentoernooi, het belangrijkste Europese rugbytoernooi. Op 5 februari speelden ze hun eerste wedstrijd hiervoor. In Rome werd titelverdediger Schotland met 34-20 verslagen. Hierna moest men evenwel tot 2003 wachten voordat er weer een wedstrijd kon worden gewonnen in het Zeslandentoernooi. Italië wist het toernooi nog nooit te winnen, en eindigt steevast onderaan het klassement.

## Wereldkampioenschappen
Italië heeft aan elk wereldkampioenschap deelgenomen, maar werd steeds uitgeschakeld in de groepsfase.
- WK 1987: eerste ronde (één overwinning)
- WK 1991: eerste ronde (één overwinning)
- WK 1995: eerste ronde (één overwinning)
- WK 1999: eerste ronde (geen overwinningen)
- WK 2003: eerste ronde (twee overwinningen)
- WK 2007: eerste ronde (twee overwinningen)
- WK 2011: eerste ronde (twee overwinningen)
- WK 2015: eerste ronde (twee overwinningen)
- WK 2019: eerste ronde (twee overwinningen)
- WK 2023: eerste ronde (twee overwinningen)